# Décret du 28 mars 1848 relatif à la naturalisation des étrangers
Le décret du 28 mars 1848 relatif à la naturalisation des étrangers est un décret du gouvernement provisoire de la révolution de 1848 facilitant les procédures de naturalisation pour les étrangers à partir de l'idée que beaucoup d'entre eux ont participé au mouvement révolutionnaire.

## Contexte

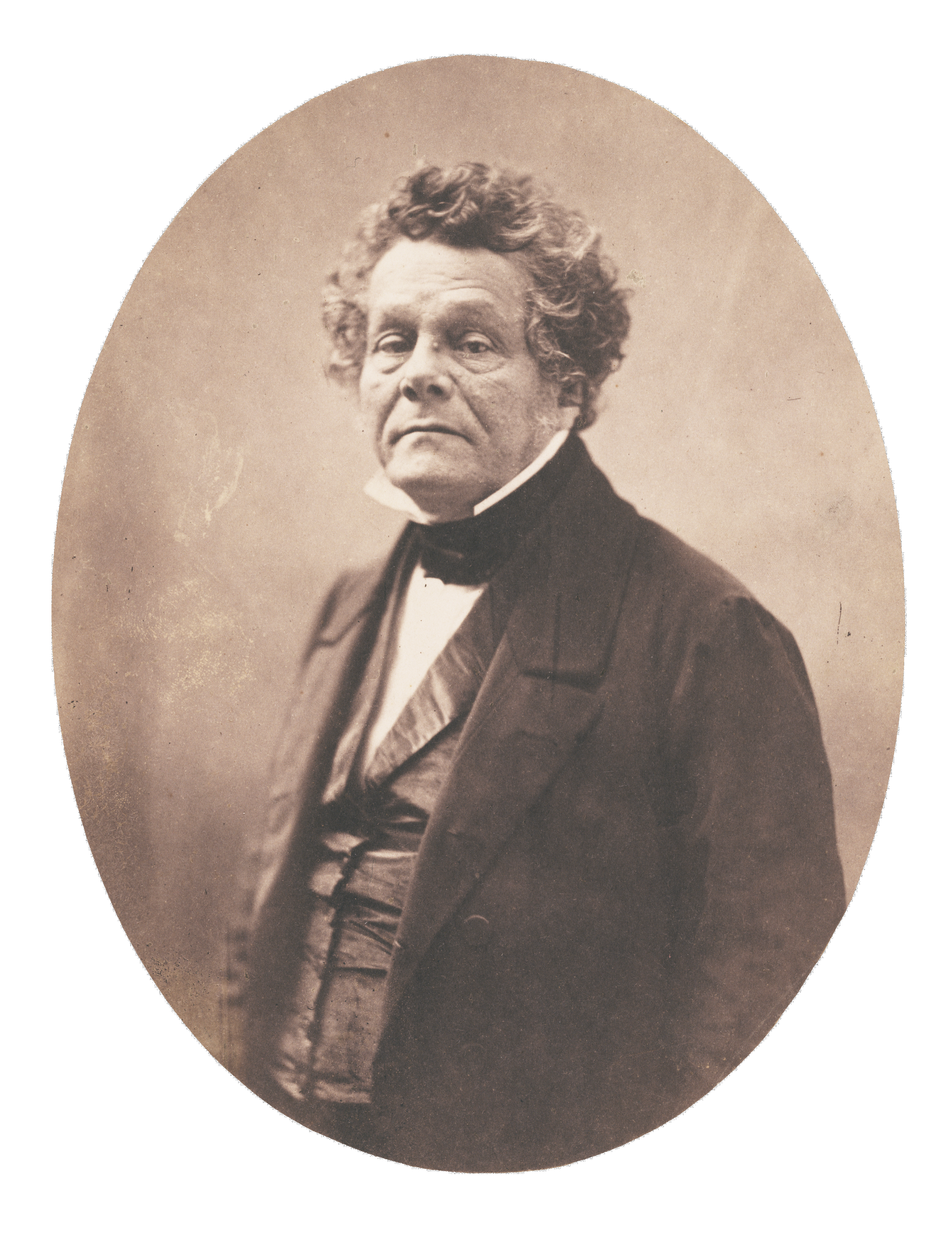
Adolphe Crémieux était ministre de la Justice quand a été publié ce décret.

### Violences xénophobes
La révolution de 1848 a été le cadre d'un certain nombre de violences xénophobes sur le territoire français. Celles-ci furent notamment localisées dans les régions du Nord de la France (comme Le Havre contre des Anglais le 25 février ou des villes du Pas-de-Calais contre des Belges) ou de l'Est de la France (comme à Sainte-marie-Aux-Mines contre des Juifs allemands). Quand Crémieux, ministre de la Justice lors du vote de ce décret, a du le justifier devant les parlementaires qui préparaient la loi du 3 décembre 1849, il a argué que ce décret visait à protéger les étrangers « menacés tout à coup par les ouvriers français auxquels le travail manquait ».

### Une certaine conception de la nationalité
Ces violences xénophobes sont importantes dans la mesure où elles révèlent un hiatus patent entre les conceptions de la République portées par les élites de la Révolution et par les ouvriers français. Les seconds ont notamment appris dans la révolution à distinguer le Français de l'étranger par l'acquisition d'un nouveau droit, le droit de vote ; or celui-ci était réservé aux Français. Émergea de la sorte l'idée que les Français devaient bénéficier d'une protection particulière, de droits supérieurs, notamment sur le marché du travail. Le Gouvernement provisoire au contraire portait un idéal universel et fraternel de la République au nom de laquelle tous les hommes seraient frères. C'est cette seconde conception qui explique le vote du décret du 28 mars 1848, celle de la fraternité entre les peuples.
C'est cependant la première, dans la mesure où elle est partagée par une droite majoritaire, qui se distingue néanmoins des mouvements ouvriers qu'elle réprime, notamment lors des journées de juin. La victoire d'une conception nationale de la République explique le vote postérieur de la loi du 3 décembre 1849.

## Contenu
Cette loi est constitué d'une introduction expliquant les raisons de cette loi. Elle la justifie par le fait que « beaucoup d'étrangers ont pris une part active aux glorieux événements de février », par le fait que beaucoup d'entre eux ne répondent pas aux critères nécessaires à la naturalisation et par le fait qu'il est nécessaire que des personnes « qui ont des titres certains à l'estime publique » par leur participation au combat puissent bénéficier de la naturalisation malgré leur pauvreté ou leur arrivée récente.
Le décret est quant à lui composé de deux articles. Le premier baisse la durée de résidence en France préalable à la naturalisation à cinq ans. Les étrangers demandant la naturalisations doivent aussi fournir une attestation prouvant « qu'ils sont dignes, sous tous les rapports, d'être admis à jouir des droits de citoyen français ». Le second article baisse le prix d'une telle procédure.

## Conséquences

### Naturalisations
Alors que seulement 100 actes de naturalisation étaient signés en moyenne chaque année entre 1815 et 1848, il y a eu plus de 2459 actes de naturalisation dans les mois suivants le décret. Les chiffres concernant les demandes sont encore plus élevés, s'il y avait 473 demandes de naturalisation en 1847, il y en a eu 5469 en 1848. Ces milliers de naturalisations concernèrent les presque 20 000 étrangers arrivés en France attirés par l'aura du Printemps des peuples français ou refoulé de leur pays pour leurs idéaux révolutionnaires, et les étrangers débauchés par la crise.

### Reculs
Suite à l'accroissement des naturalisations et à l'instauration d'une Deuxième République succédant au gouvernement provisoire, la droite revint au pouvoir. Elle revint sur le décret près de trois mois après qu'il ait été édicté. A la suite de cela, se succédèrent les lois répressives contre les étrangers. La première est celle du 3 décembre 1849, elle fut suivi par la loi du 7 février 1851 sur la nationalité. C'est la première qui revient sur les acquis du décret, notamment en doublant la durée du stage obligatoire avant la naturalisation. Ceci explique que le nombre d'étrangers naturalisés français resta néanmoins restreint et que ce décret n'eut un impact que symbolique et sans durée.

### Critiques
Dans le cadre du vote de la loi du 3 décembre 1849 qui revenait entièrement sur ce décret, de nombreux parlementaires exprimèrent des critiques contre lui. C'est notamment le cas du rapporteur de cette loi, Montigny, qui affirma que le décret avait donné la nationalité « de manière improvisé » à des étrangers dont certains n'étaient pas dignes de la qualité de Français.